# Bulbophyllum steyermarkii
Bulbophyllum steyermarkii là một loài phong lan thuộc chi Bulbophyllum.